# Menhir vom Beisenerbierg

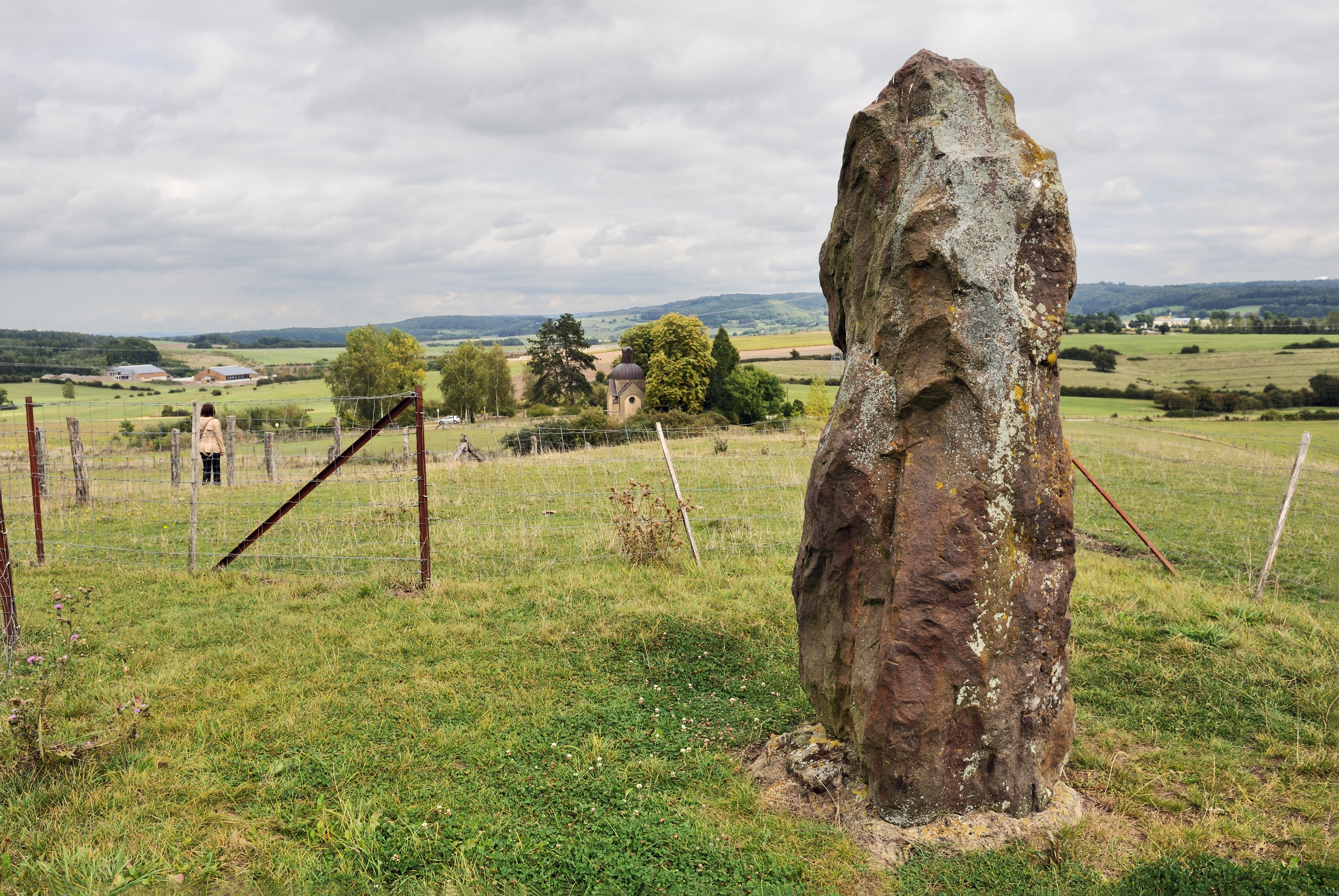
Der Menhir – hinten in der Bildmitte die Eenelter Kapell

Der etwa drei Meter hohe anthropomorphe Menhir vom Beisenerbierg steht auf einem Höhenrücken in der Gemeinde Mersch im Großherzogtum Luxemburg. 
Der Stein besteht aus heimischem, stark eisenhaltigem Sandstein, der etwa zwei Kilometer entfernt ansteht. Er ist durch die Andeutung einer Taille, zweier Schultern und eines Kopfes in etwa anthropomorph. Eine während der 2001 erfolgten Ausgrabung entdeckte Grube, erlaubt es sein Alter als jungsteinzeitlich auszuweisen.